# Лезгинские языки
Лезги́нские языки́ (лезги́нская языковая группа; также самурские языки) — ветвь нахско-дагестанских языков, включающая девять живых (агульский, арчинский, будухский, крызский, лезгинский, рутульский, табасаранский, удинский и цахурский) и один мёртвый (агванский) языки. Лезгинские языки являются самой южной ветвью нахско-дагестанской семьи и соответственно самой южной языковой группой России. Исторически они распространены на юге Дагестана и севере Азербайджана, а также представлены на востоке Грузии (удинский язык).
Народности лезгинской группы как по языку, так и в этнокультурном отношении близки с другими народами Дагестана. Предки этих народностей исторически входили в состав многоплемённого государственного объединения — Кавказскую Албанию, и были известны под общим именем «албаны».
Согласно МСЭ, народности лезгинской языковой группы были известны, как «лезгины», а по османским источникам, как «Lezgi».
По переписи 2020 года, в России на языках лезгинской языковой группы говорят 637 892 чел..

## Терминология и классификация
В дореволюционной литературе под наименованием «лезгинские» языки порой ошибочно фигурировали разные дагестанские языки. И. А. Гюльденштедт (1745—1781), описывая путешествие по Кавказу, привёл следующий перечень языков: «Лезгинские: анцугский, джарский, хунсагский, дидойский». Первые три являются диалектами аварского, а последний — одним из языков аваро-андо-цезской ветви. Классификация, предложенная И. А. Гюльденштедтом, тут же оказалась ошибочной. Также он ошибочно в состав аварцев включил лезгиноязычные общества Ахтыпара и Рутул. Ещё одна ошибочная классификация была дана Клапротом, который под названием «лезгинские» языки указал аварский, акушинский (даргинский), казикумухский (лакский) и другие.
В Списке народностей СССР, составленном в 1927 году по материалам Комиссии по изучению племенного состава населения СССР и сопредельных стран, языки агул, арчинцев, будугов, джеков, крызов, рутульцев, табасаран, удин, хапутцев, хиналугцев и цахур отмечены как принадлежащие к «[лезгинской (кюринской) группе]».
По классификации немецкого лингвиста А. Дирра кюринская подгруппа делится на две части:
- самурская: агульский, собственно кюринский (то есть лезгинский), рутульский, табасаранский, удинский и цахурский языки
- шахдагская: будухский, джекский (то есть крызский), гапутлинский[К. 3] и хиналугский языки.

Советский лингвист Р. М. Шаумян, обследовавший в 1937 году гильский диалект лезгинского и шахдагские языки, в одной из своих статей высказал мнение, что термин «шах-дагская подгруппа» несостоятелен, поскольку им нельзя в едино объединить языки (крызский и будухский с одной стороны и хиналугский с другой), которые различны на уровне лексики и грамматики.
Другим названием языков лезгинской группы является Самурские языки. Этот термин также включал разный перечень языков. Так, по приблизительной схеме дагестанских языков, описанной в Литературной энциклопедии А. Л. Шамхаловым, выделяется Лезгинская группа, состоящая из лезгинского, табасаранского и самурских (агульского, будугского, джекского, крызского, рутульского, удинского, хапутлинского, хиналугского и цахурского) языков. То же самое повторяет 1-е издание БСЭ (В 1-м издании БСЭ встречались также наименования «кюринская (лезгинская) языковая группа» и «кюринская языковая группа»).
По 2-му изданию БСЭ «Самурские языки» состоят из агульского, арчинского, рутульского, табасаранского, цахурского и шахдагских языков — будухского, джекского и хиналугского (то есть без удинского, но с включением табасаранского).
По классификации, разработанной русским лингвистом Н. Трубецким, состав лезгинских языков следующий:
- Самурская группа
  - северо-восточная подгруппа (агульский, кюринский и табасаранский);
  - юго-восточная подгруппа (будухский, джекский, рутульский и цахурский);
- арчинский язык;
- удинский язык;
- хиналугский язык.

В настоящий момент в составе лезгинских языки выделяются следующие группы:
- арчинский язык
- удинский язык
- восточнолезгинская — лезгинский, табасаранский и агульский
- рутульско-цахурская — рутульский и цахурский;
- шахдагская — крызский и будухский.

Четыре подгруппы образуют так называему собственно лезгинскую группу, противопоставленную удинско-агванской группе. Таким образом, удинский язык (и его предок агванский язык) занимает в составе группы наиболее периферийное положение: он раньше всего отделился от пралезгинского языка (по разным оценкам, 3-3,5 тыс. лет назад).
По современным представлениям большинства кавказоведов, хиналугский язык не входит в лезгинскую ветвь, а образует отдельную ветвь в составе нахско-дагестанской языковой семьи. Тем не менее, лингвисты Того Гудава и Тамаз Гамкрелидзе в своей статье для «Британники» отнесли его к лезгинским языкам. Этнограф Г. А. Сергеева относит хиналугцев к лезгинским народам, при этом отмечая, что их язык не относится к лезгинским языкам.

## Ареал
Лезгинские языки распространены, преимущественно, в южной части Дагестана (Россия) и северных районах Азербайджана. Один (удинский) представлен в Грузии.
Среди лезгинских языков ядерную группу (она же самурская) составляют семь языков, которые объединяются в восточнолезгинскую (агульский, лезгинский и табасаранский), западнолезгинскую (рутульский и цахурский) и южнолезгинскую (будухский и крызский) подгруппы. Остальные два языка (арчинский и удинский) в генетическом и ареальном плане условно можно рассматривать как «периферийные». Эти два языка раньше остальных отделились от пралезгинского языка и если арчинский используется на довольно значительном расстоянии от «ядерной» зоны (с. Арчиб), то на удинском говорят на самом юге лезгиноязычной области (пос. Нидж). Ещё один язык (агванский // кавказско-албанский) является мёртвым.
- Территория распространения табасаранского языка охватывает два района Дагестана — Табасаранский и Хивский[30]. Он делится на северное и южное наречие, причём южный диалект с некоторыми элементами северного лёг в основу литературного языка[30].
- Основным ареалом агульского языка является Агульский район; на нём также говорят в нескольких селениях Курахском районе[31].
- На рутульском языке говорят в Рутульском районе Дагестана и в Шекинском районе (селение Шин[англ.]) Азербайджана[31].
- Цахурский язык распространён в западной части Рутульского района (Дагестан), а также в сопредельных Закатальском и Кахском районах Азербайджана[31].

Подавляющее большинство лезгинских языков имеют диалекты, которые порой различаюся весьма сильно (вплоть до отсутствия взаимопонятности), ср. северный и южный диалекты табасаранского, собственно агульский и кошанские диалекты агульского, мухадский и борчинско-хновский диалекты рутульского.

## Лингвистическая характеристика
В языковом отношении лезгинские языки достаточно последовательно реализуют «восточнокавказский стандарт» (богатый консонантизм, большое число падежей, эргативная конструкция предложения и пр.).

### Фонетика
Фонетическая система отличается сложным консонантизмом: так, в большинстве языков отмечаются увулярные, фарингальные и ларингальные согласные (в арчинском имеются также латеральные, как и в аваро-андо-цезских языках). Для смычных характерно четверичное противопоставление: звонкие — придыхательные глухие — непридыхательные глухие — абруптивные, ср.:
b, d, g
ph, th, kh
p, t, k
p’, t’, k’
В орфографии абруптивы обозначаются с использованием дополнительного знака — «палочка», ср. пӀ, тӀ, кӀ.

### Морфология имени
Морфологически лезгинские языки относятся в основном к агглютинативному типу, что наиболее очевидно в склонении имен существительных. Помимо обычных для европейских языков падежей типа дательного в лезгинских присутствует множество так называемых местных (локативных, пространственных) падежей, показатели которых обычно состоят не из одного суффикса, а из двух или трёх. Первым идет суффикс, указывающий на местонахождение (или «локализацию») какого-либо объекта относительно ориентира: он указывает, находится ли объект внутри, около, над или под ориентиром и т. п. Второй показатель следует за первым и сообщает о том, находится ли объект относительно ориентира неподвижно (в покое) или же движется, и если да, то в какую сторону — от ориентира или по направлению к нему. Каждый из показателей локализации (которых может быть порядка 5-7), как правило, может сочетаться с любым показателем направления (которых обычно бывает 2-3): таким образом возникает большое количество сочетаний, благодаря которым при помощи одной словоформы можно выразить достаточно сложные пространственные отношения. Например, смысл «из-под стола», который в русском языке выражается конструкцией со сложным предлогом из-под и формой слова стол в родительном падеже, в лезгинском будет выражаться одним словом: столдикай, которое членится на морфемы так: стол-ди-к-ай. Здесь суффикс локализации -к- указывает на то, что объект, о котором ведется речь, находится под некоторым ориентиром (то есть под столом), а суффикс направления -ай- выражает значение удаления от данного ориентира (при помощи же суффикса -ди- образуется так называемая косвенная основа имени — от неё производны все падежи, кроме именительного).

### Именной класс (род) и лицо глагола
Большинству лезгинских языков свойственно согласование по категории именного класса. Как правило, существительные подразделяются на четыре класса: 1) названия лиц мужского пола, 2) названия лиц женского пола, 3) названия животных и некоторых предметов, 4) названия неодушевленных предметов и явлений (распределение названий предметов между 3-м и 4-м классами является достаточно сложным и плохо предсказуемым). Сами существительные по классу обычно никак не маркированы, однако в зависимости от того, к какому классу относится существительное, стоящее в предложении в именительном падеже, другие слова в этом предложении (глагол, прилагательное, иногда также наречие) получают определённый показатель — префикс или суффикс, а в некоторых случаях инфикс.
Категория класса полностью утратилась в лезгинском, агульском и удинском языках, в южном диалекте табасаранского (о существование категории класса в древнем удинском ничего не известно). При этом в удинском одушевлённость выявляется по согласуемости во множественном числе, в лезгинском некоторые неодушевлённые существительные относятся к singularia и pluralia tantum, а в агульском одушевлённость—неодушевлённость различается по сочетаемости с глаголами в каузативных конструкциях.
В удинском и табасаранском языках развилось личное согласование. Показатели 1-го и 2-го лица восходят в этих языках к личным местоимениям.

### Морфология глагола
Среди видо-временных форм глагола в лезгинских языках преобладают аналитические конструкции — обычно это сочетания деепричастия, причастия или инфинитива с глаголами ‘быть’ или ‘становиться’. У глаголов противопоставляются основы совершенного и несовершенного вида.
Характерной особенностью словообразования является наличие глагольных приставок («преверб») с пространственными значениями; обычно это тот же набор значений, что и у пространственных падежей: ‘внутри’, ‘сверху’, ‘снизу’ и т. п. В отличие от русского языка, в лезгинских глагольный вид независим от наличия или отсутствия приставки: её прибавление не меняет вид глагола, так что приставочный глагол (как и исходный глагол без приставки) имеет обе видовые основы.

### Синтаксис
Синтаксически лезгинские языки, как и другие представители нахско-дагестанской семьи, относятся к языкам эргативного строя. Порядок слов в целом свободный, с преобладанием в качестве нейтрального порядка «подлежащее — дополнение — сказуемое» (SOV).

### Лексика
В лексике лезгинских языков множество заимствований из восточных языков, прежде всего из арабского, персидского и тюркских (в особенности азербайджанского). Начиная с конца XIX века появилось также большое количество русских заимствований.

## Сравнение языков
Учёные рассматривают различия как результат общего происхождения от одного праязыка, на котором разговаривали предки современных лезгинских народов несколько тысяч лет назад.
| №   | Русский               | Английский        | Агульский                        | Лезгинский                       | Рутульский        | Табасаранский                 | Цахурский                                |
| 1   | я                     | I                 | зун                              | зун                              | зы                | узу, изу                      | зы                                       |
| 2   | ты                    | you (sing.), thou | вун                              | вун                              | вы                | уву, иву                      | гьу                                      |
| 3   | он                    | he                | ги, тӀи, хьали                   | ам, им                           | аӀад              | думу, мугъу                   | мана                                     |
| 4   | мы                    | we                | чин                              | чун                              | йаӀ               | ичу, учу                      | ши                                       |
| 5   | вы                    | you (pl.)         | чун                              | куьн, цуьн                       | вэ                | ичӀву, учӀву                  | шу                                       |
| 6   | они                   | they              | гивар, мивар, ливар              | абур, гьабур, ибур               | ́аӀбыр             | дукьри, дурар                 | манбы                                    |
| 7   | этот, эта, это        | this              | гьеме, ле                        | и, им                            | мид               | му                            | ман, ина                                 |
| 8   | тот, та, то           | that              | ге                               | а, гьа                           | аӀад              | гьадму, тму                   | шенке                                    |
| 9   | здесь, тут            | here              | миса                             | инал                             | м́ия               | мушваъ, гьамушваъ             | инаь                                     |
| 10  | там                   | there             | тисаъ                            | а́нал; гьанал, ана, гьана         | ти́на              | гъушваъ, гьадшваъ             |                                          |
| 11  | кто                   | who               | фуш                              | вуж                              | вуш               | фуш, гьуш                     | вушу                                     |
| 12  | что                   | what              | фи                               | вуч                              | щ́иви              | фу, фи                        | гьиджо                                   |
| 13  | где                   | where             | нанди                            | гьина                            | й́илы              | наан, наши                    | ненгене, ня, ненчепе                     |
| 14  | когда                 | when              | мус                              | мус                              | мыс               | гьела, фила                   | мыса                                     |
| 15  | как                   | how               | фиштти                           | гьикӀ                            | ш́увны             | фици                          | нягьад, няхъуд                           |
| 16  | не                    | not               | ваъ                              | туш, ваъ                         | ваъ, дишь         | -дар                          | -деш                                     |
| 17  | всё                   | all               | джалла                           | вири                             | син, сие́ни        | вари                          | гыргын                                   |
| 18  | много                 | many              | пара                             | пара, гзаф                       | бал́а              | аьхчӀваъ                      | хетта, хедда                             |
| 19  | несколько             | some              | сур                              | са шумуд                         | ш́умуд иди         | цӀюбси                        | са-кьолле                                |
| 20  | немного, мало         | few               | са чІукь                         | са тӀимил, тIимил                | п́ядды             | цӀюб, цӀиб                    | гІылда                                   |
| 21  | другой, иной          | other             | сараф                            | маса, муькуь                     | м́адды             | гъайри, жжара                 | бадалин                                  |
| 22  | один                  | one               | сад                              | сад                              | са                | саб                           | са                                       |
| 23  | два                   | two               | къуд                             | кьвед                            | кьуад             | кьюб                          | кьоІд                                    |
| 24  | три                   | three             | хьибуд, шуьбуд, шибур            | пуд                              | хьи́быд            | шибуб                         | хьебыд                                   |
| 25  | четыре                | four              | кьуд                             | кьуд                             | йу́кьуд            | йюкьуб                        | йокьуд                                   |
| 26  | пять                  | five              | уьфюд                            | вад                              | хьуд              | хьуб                          | хьод                                     |
| 27  | большой, великий      | big               | ахӀа                             | чӀехи                            | чlехӀи́д           | аьхюв                         |                                          |
| 28  | длинный, долгий       | long              | ерхеф                            | яргъи                            | хӀуля́хӀды         | ярхув                         | хылийн                                   |
| 29  | широкий               | wide              | аркъеф                           | гьяркьуь                         | а́къурды           | яркьув                        | аІкьыІн                                  |
| 30  | толстый               | thick             | цӀуеф                            | яцӀу                             | хули́хьды, кукды   | ацӀув                         | кІыххьин                                 |
| 31  | тяжёлый               | heavy             | юркъеф, къекъеф                  | залан                            | йю́къды            | гъагъув, аькъюв               | йыкьыІн                                  |
| 32  | маленький             | small, little     | бицӀи                            | гъвечӀи, бицӀи                   | кӀы́ды             | бичьив, бицӀув                | кІылин                                   |
| 33  | короткий              | short             | кьантӀа жекъеф                   | куьруь                           | джи́кды            | жжикъув                       | джитІан                                  |
| 34  | узкий                 | narrow            | исалф                            | гуьтӀуь                          | иса́лды            | ккурув                        | дарын                                    |
| 35  | тонкий                | thin              | шиккеф, кӀиллеф, туллеф, назик   | шуькӀуь                          | кӀхӀы́лды          | чӀиллув                       | кІуІван, кІыІван                         |
| 36  | женщина               | woman             | хир, хумбеф                      | паб, хнуб                        | хьыды́лды          | шив                           | хьунаще                                  |
| 37  | мужчина               | man (adult male)  | шуй, идем                        | итим                             | эӀдя́ми, выгӀы́лды  | жилур                         | адамий                                   |
| 38  | человек               | man (human being) | инсан                            | инсан, кас, итим                 | инсан\|инса́н      | адми, эрми                    | адами                                    |
| 39  | ребёнок, дитя         | child             | шиниккв, багӀаж                  | бицIек, аял                      | хыны́х             | бицӀур, байришш               | бала                                     |
| 40  | жена                  | wife              | хьир                             | паб, къари                       | гъари́             | хпир                          | хъунаще                                  |
| 41  | муж                   | husband           | шуй, шув                         | гъуьл                            | выгӀыл\|выгӀы́л    | жви                           | адамий                                   |
| 42  | мать, мама            | mother            | бав, баб                         | диде, бах, деъ                   | нин               | дада, баб                     | ед'                                      |
| 43  | отец, тятя            | father            | дад                              | дах                              | дид               | гага, аба                     | дакӀ                                     |
| 44  | зверь, животное       | animal            | нахчир, хӀайван                  | гьайван, нечхир                  | хъейва́н           | жжанвар, кьуцӀбил             | гьаІйван                                 |
| 45  | рыба                  | fish              | чӀекӀ, балугъ                    | гъед, кIезри, балугъ             | балу́гъ            | чичӀ                          | балугъ                                   |
| 46  | птица                 | bird              | жакьв                            | нуькӀ                            | шуру́к             | жакьв                         | шитІ                                     |
| 47  | собака, пёс           | dog               | тула, тарта, гъуй                | кицӀ                             | тыла́              | ху                            | хва                                      |
| 48  | вошь                  | louse             | нетт                             | нетI                             | лихӀь             | ницц                          | вихь                                     |
| 49  | змея, гад             | snake             | илан, рашв                       | гъуьлягъ                         | гӀар              | битӀ                          | хоче                                     |
| 50  | червь, червяк         | worm              | шар, милякъ                      | шар, квак                        | мулу́х             | мяляхъ                        | абравучІе                                |
| 51  | дерево                | tree              | кӀур, дар, цӀахун                | ттар                             | хук               | гьар                          | юв, йив                                  |
| 52  | лес                   | forest            | дар                              | ттам, рук                        | дам               | яркку                         | чӀалагъ                                  |
| 53  | палка                 | stick             | рес, кӀаш, кӀекӀец, пӀая         | тӀвал, лаш, ланш, кIарас         | тъул              | маргъу                        | дал                                      |
| 54  | плод, овощ            | fruit             | йемиш                            | емиш                             | ямиш              | цӀиргъ                        | мейва                                    |
| 55  | семя, семена          | seed              | тум                              | цил, тум                         | т́ухум             | дил, ццил                     | тохум                                    |
| 56  | лист                  | leaf              | цӀав, кӀеж, пӀагӀаж              | пеш                              | кӀурукӀ           | кӀаж                          | ярпагъ                                   |
| 57  | корень                | root              | мерӀ, кьачӀай, бун               | пун, чӀарахв, дувул              | гӀаб              | жжив, кьав                    | кок                                      |
| 58  | кора                  | bark (from tree)  | къарк                            | чкал                             | джуга́л            | ггали                         | кʼапых                                   |
| 59  | цветок                | flower            | тук                              | цIуьк                            | бычӀ              | куку, кюккю                   | тІетІ                                    |
| 60  | трава                 | grass             | чӀир                             | векь, хъач                       | укьх              | укӀ                           | окӀ                                      |
| 61  | верёвка               | rope              | гатӀил                           | еб                               | у́хур              | тӀурин                        | туІ                                      |
| 62  | кожа, шкура           | skin              | хам,, къарг, кьудекь, леӀ, кӀечӀ | хам, къар                        | къыды́къ           | кьирикь                       | къека                                    |
| 63  | мясо                  | meat              | йакк                             | як                               | йак               | йикк                          | чура                                     |
| 64  | кровь                 | blood             | ииъ                              | иви, ви                          | э́Ӏбыр             | иффи                          | еб                                       |
| 65  | кость                 | bone              | кӀараб, ирк                      | кӀараб                           | кьӀыры́б           | йиркк                         | баркӀ                                    |
| 66  | жир                   | fat (n.)          | мав                              | макь, хъуцIур; чIем              | кӀхыш             | хьял, чагъ                    | маъа                                     |
| 67  | яйцо                  | egg               | гъарагъал                        | ккакка                           | гъылыгъ\|гъылы́гъ  | гугу, пелихюв                 | гъугъ                                    |
| 68  | рог                   | horn              | кӀарч                            | карч                             | кач               | карчӀаъ                       | гач                                      |
| 69  | хвост                 | tail              | руж                              | ттум, ручI                       | джибы́р            | рижв                          | биӀтй                                    |
| 70  | перо                  | feather           | пӀурцӀ                           | цӀакул                           | гъана́т            | зик, хьинцӀ                   | кукра                                    |
| 71  | волос(ы)              | hair              | чӀар                             | чӀар(ар)                         | чӀар, чӀарбыр     | куш                           | чӀар                                     |
| 72  | голова                | head              | кӀил                             | кьил                             | укӀу́л             | кӀул                          | калле                                    |
| 73  | ухо                   | ear               | йабур                            | яб                               | убу́р              | ив                            | кӀири                                    |
| 74  | глаз                  | eye               | ул                               | вил                              | ул                | ул                            | ул                                       |
| 75  | нос                   | nose              | хъвяхъ                           | нер                              | хьэхь             | хъюхъ                         | хъов, къов                               |
| 76  | рот                   | mouth             | сив                              | сив, кьуф                        | гъал              | ушвъ                          | гІалʼ                                    |
| 77  | зуб                   | tooth             | силев                            | свах, сас                        | сыс               | сиби                          | сили                                     |
| 78  | язык                  | tongue            | мез                              | мез                              | миз               | мелдз                         | миз                                      |
| 79  | ноготь                | fingernail        | кӀиркӀ                           | кек                              | хьэб              | шшав                          | хьубана                                  |
| 80  | стопа, ступня         | foot              | лакун кен                        | кьуьл?                           | гъил              | гъумпӀ                        | мыкІли                                   |
| 81  | нога                  | leg               | лак                              | кӀвач, лик                       | гъил              | ликк                          | гъел                                     |
| 82  | колено                | knee              | къакъ                            | метI, кьунт                      | къуа́къ            | кьамкь                        | кьараца                                  |
| 83  | ладонь, рука          | hand              | хил                              | гъаб, гъил                       | хыл               | хлин гагь, хил                | патак                                    |
| 84  | крыло                 | wing              | хьар                             | лув                              | гъана́т            | хилицц, хлинцц                | къанат                                   |
| 85  | живот, брюхо, пузо    | belly             | фун                              | руфун                            | ухӀу́н             | фни                           | вухун                                    |
| 86  | внутренности, кишки   | guts              | рудар                            | къенер, раттар                   | ру́дбыр            | вудар, рудраъ                 | ичІапат                                  |
| 87  | шея                   | neck              | гардан                           | гардан, кьам], хев               | гарда́н            | хьянтӀ                        | гардан                                   |
| 88  | спина                 | back              | кафал                            | юкь, кьул                        | йикӀъ             | кьял, йирф                    | йыІкь                                    |
| 89  | грудь                 | breast            | мухур                            | хур                              | мыхы́р             | нанай, мухур                  | муху                                     |
| 90  | сердце                | heart             | иркь                             | рикӀ                             | йикь              | юкӀв                          | йикӀ                                     |
| 91  | печень                | liver             | лекь                             | лекь                             | лакӀ              | ликӀ                          | кІыпʼкІам                                |
| 92  | пить                  | drink             | ухас                             | хъун                             | ра́гӀас            | убгъус                        | илʼогъас                                 |
| 93  | есть, кушать          | eat               | гӀуьтӀас                         | тӀуьн (нез)                      | и́ляс              | уьпӀюз, уьтӀюс                | охьанас                                  |
| 94  | грызть, кусать        | bite              | кьатӀикӀас, чуркъас              | жакьун, кӀасун, саралай авун     | сыс аӀас          | гъанцӀ апӀуб                  | аьцайаънас                               |
| 95  | сосать                | suck              | супас                            | фитӀинун                         | тӀу́джас           | ккубхъус, чъуггус (чъубггус)  | гехъас, одгий                            |
| 96  | плевать               | spit              | туьтуь фаатас                    | тфу авун, цуькIуьн вигьин        | тӀу ле́ес          | тув апӀуб, шюш ккартӀуб       | тю                                       |
| 97  | рвать, блевать        | vomit             | хъагъилчас                       | кьакьумарун, экъуьчун            | хӀу ла́ас          | чӀябгъюс                      | гьапяуй гъаляас                          |
| 98  | дуть                  | blow              | уфкъучикъас                      | уф гун                           | уӀуф а́Ӏас         | уф апӀуб                      | цораас                                   |
| 99  | дышать                | breathe           | нафас дивас                      | ял къачун                        | нафа́с ля́шус       | ачӀаккуб                      | нафас алятас                             |
| 100 | смеяться              | laugh             | илкъас                           | хъуьруьн                         | якьъ а́Ӏас         | аьлхъюб                       | аьлкьана                                 |
| 101 | видеть                | see               | агвас                            | акун                             | аӀгас             | аьбкъюв, аьркъюв, рякъюб      | къаджес                                  |
| 102 | слышать               | hear              | ун ваьс                          | ван атун, ван хьун               | ун а́хӀус          | ерхьуб, абкув, йибхьув        | гъажхес                                  |
| 103 | знать                 | know              | хьар вьас                        | чирун                            | а́цӀас             | аьгьяхьуб                     | ацІахьес                                 |
| 104 | думать                | think             | фикир къас                       | кьатIун                          | фикр а́Ӏас         | хиял апӀуб                    | фикир хаьас (хес)                        |
| 105 | нюхать, чуять         | smell             | нии къас                         | ни чIугун                        | ил а́Ӏас           | ниъ ззиггуб                   | эва къа, эва гьаъас                      |
| 106 | бояться               | fear              | гьучӀвас                         | кичӀе хьун                       | гичӀ а́Ӏас         | гучӀ апӀуб                    | хъаІркьыний                              |
| 107 | спать                 | sleep             | гъархьас                         | ксун                             | са́хас             | абхус, ахус                   | къапихьас                                |
| 108 | жить                  | live              | яшамиш ваьс, дуламиш ваьс        | уьмуьр гьалун                    | яӀша́миш           | чӀейи гъудзус                 | ешемишхьес сагъна, ыІмыр                 |
| 109 | умирать; умереть      | die               | кӀес, кечӀмиш ваьс               | кьин, рекьин                     | йикӀи́с            | ликӀус, кӀус                  | хъикІас, раІгьматхъа, аркІыний, хъикІуна |
| 110 | убивать               | kill              | кьини                            | рекьин, яна кьин                 | йикӀя а́Ӏас        | йихус                         | гикІас                                   |
| 111 | бороться              | fight             | укъас                            | женг чӀугун, ягъунар гьалун      | ки́читкхас         | чӀибггус, кчӀихус             | сачахарас                                |
| 112 | охотиться             | hunt              | гІурч акьас                      | гъуьрч авун, гъуьрч ягъун        | джыбра йыхьын     | хючи апӀус                    | кьонахъя, гьаркьыний                     |
| 113 | ударить               | hit               | йирхІас                          | ягъун                            | кы́чипхыр          | йевус, гъевус                 | эхаІс, ыхъаІс                            |
| 114 | резать, рубить        | cut               | атІас                            | атӀун, тукӀун                    | сур а́Ӏас          | алдабтӀус, гьарабтӀус         | гатхас                                   |
| 115 | разделить             | split             | ругІас, аргІас                   | паюн, чара авун                  | гуаӀл а́Ӏас        | капӀус                        | хъахас                                   |
| 116 | кольнуть, колоть      |                   |                                  | сухун, хусун                     | ы́хыс              | аьрхюс                        |                                          |
| 117 | царапать              | scratch           |                                  | чухун, цIарун                    | ча́ркуас           | цӀахуб, чӀюргъюб              |                                          |
| 118 | копать, рыть          | dig               | рукІас                           | эгъуьнун                         | лэ́йхас            | иригьус, уьрхъюс, уьдюхъюс    | аликӀарас                                |
| 119 | плавать               | swim              | салав акьас                      | сирнав авун                      | хьяд а́Ӏас         | чӀучӀуруфан, ккадаури гъягъюб | гьуІзмишхьес                             |
| 120 | летать                | fly               | гьишас                           | лув гун                          | лэ́йчас            | тӀибхус, тӀирхус              | апихас                                   |
| 121 | ходить, идти          | walk              | вес                              | къекъуьн, фин                    | йи́рхӀыс           | гъягьюс, ругъус               | хохарас, икарас                          |
| 122 | приходить, прийти     | come              | адес                             | атун                             | йи́кӀыс            | гьюс                          | айрес                                    |
| 123 | лежать                | lie               | ахъухвас                         | къаткун                          | а́Ӏлукас           | дахъус                        | къалихьас                                |
| 124 | сидеть                | sit               | аькьвас                          | ацукьун                          | су́кьус            | депӀюс, деуъс                 | гюурас                                   |
| 125 | стоять                | stand             | гъузанас                         | акъвазун                         | лу́зас             | дийикъус, дугьубжъус          | ипеззарас                                |
| 126 | вращать, вертеть      | turn              | хабалдаркас                      | алчударун, элкъуьруьн            | рувхьа́ ́Ӏас        | гьибицӀус, илтӀикӀус          | аликІарас                                |
| 127 | падать                | fall              | алархьас                         | аватун                           | лу́кас             | алдакус, аъхъус               | къаайхьас                                |
| 128 | давать                | give              | йес                              | гун, вугун                       | выс               | тувус                         | гьепес                                   |
| 129 | держать               | hold              | фацанас                          | кьун                             | ха́къас            | бисус, дисус                  | акъас                                    |
| 130 | сжимать               | squeeze           | кечІурхас                        | чуькьуьн, илисун                 | сичи́бгӀас         | чӀибкьус, чӀиркьус            | къичІокварас                             |
| 131 | тереть                | rub               | чІир акьас                       | гуьцӀун, алтадун                 | эхӀле́йтяс         | архус, кттатус, каратус       | гьакалаас                                |
| 132 | мыть, умывать         | wash              | ъІуччанас                        | чуьхуьн                          | йи́дгӀыас          | жжикӀус                       | гьогъалас                                |
| 133 | вытирать              | wipe              | чІир акьас                       | михьин                           | тамы́зыӀын         | жжабкус, марцц апӀуб          | гьакалаас                                |
| 134 | тянуть                | pull              | дивас                            | ялун, чӀугун                     | ки́чӀиткас         | ззиггус, ззивус               | цІыцІаас                                 |
| 135 | толкать, пихать       | push              | ахъирхІас                        | эцягъун, хъутIар гун             | ки́чидхас          | хъиззибггус, хъиззиггус       | басмиш                                   |
| 136 | бросать, кидать       | throw             | фаатас, алирхІас                 | гадарун, вигьин, гьалчун         | ха́чатхӀыс         | гатаахьус                     | ахас                                     |
| 137 | вязать, связывать     | tie               | итІанас                          | хрун, кутӀунун                   | ху́лхас            | хъибтӀус, хъивижжус           | айтІалас                                 |
| 138 | шить                  | sew               | дикьванас                        | цун                              | ле́йгас            | бирхус, дирхус                | ихьвас                                   |
| 139 | считать               | count             | хІисаб акьас                     | гьисабун                         | аӀса́б а́Ӏас        | вубхус, вухув (вурхуб)        | галтгас                                  |
| 140 | говорить, сказать     | say               | пас                              | лугьун                           | а́Ӏлгас, уӀхӀу́с    | кӀус, ппуз, кттухуб           | ехес                                     |
| 141 | петь                  | sing              | мани лугьун                      | мани лугьун, лугьун              | майни́ а́Ӏас        | мяъли урхус                   | екІвас                                   |
| 142 | играть                | play              | дурхІас                          | къугъун                          | у́ӀлкӀас           | тамаша апӀус                  | гьивагас                                 |
| 143 | плыть                 | float             | салав акьас                      | сирнав авун, аькъвен?            | хӀяд а́Ӏас         | лагъунди                      | гьузмишхьес                              |
| 144 | течь                  | flow              | ъІамкІ ичас                      | авахьун                          | су́вхӀура          | литӀан, битӀал                | аллгьас, аллгьас арагука                 |
| 145 | замёрзнуть, замерзать | freeze            |                                  | тӀакьун, муркӀади кьун           | сигӀи́р            | миркк хьуб, аргъус            |                                          |
| 146 | пухнуть               | swell             | тІахІуб                          | дакӀун                           | то́вхыр            | ирппус, аьргъюс               | аІптІахий                                |
| 147 | солнце                | sun               | рагъ                             | рагъ                             | вири́гъ            | ригъ                          | веригъ                                   |
| 148 | луна, месяц           | moon              | ваз                              | варз, варц                       | ваз               | вадз                          | ваз                                      |
| 149 | звезда                | star              | хӀад                             | гъед                             | ха́дей             | хажж, хяд                     | халне                                    |
| 150 | вода                  | water             | хьед                             | яд (ци в эргативе)               | хьяд              | щид, шар                      | хьан                                     |
| 151 | дождь                 | rain              | угъал                            | марф, къвал                      | уӀгӀа́л            | мархь, хмул                   | гори                                     |
| 152 | река                  | river             | лецӀ, нецӀ                       | вацӀ                             | мыри́, ляцӀ, няцӀ  | нир                           | дама                                     |
| 153 | озеро                 | lake              | гӀуьр, дагар                     | вир                              | гюл               | даггар                        | гол                                      |
| 154 | море                  | sea               | хӀуьл                            | гьуьл                            | дерья́             | гьюл                          | дерйагь                                  |
| 155 | соль                  | salt              | кьал                             | кьел                             | кӀял              | кьил                          | кьев                                     |
| 156 | камень                | stone             | гъван, кьут                      | къван                            | даа́р              | гъван                         | гъаже                                    |
| 157 | песок                 | sand              | къум, шуьм                       | къум                             | гъум              | гъум, симс                    | гъум                                     |
| 158 | пыль                  | dust              | ругар, гъубар                    | руг                              | туз               | бишируг, чюрх                 | тоз                                      |
| 159 | земля                 | earth             | жил, некъв                       | чил, накьв, руг                  | дунье́             | жжил, руг                     | чӀиже                                    |
| 160 | туча, облако          | cloud             | къири, булут, амсар              | циф                              | хя́льбы            | амс                           | бупуд                                    |
| 161 | туман                 | fog               | диф                              | циф                              | гыбы́л             | жжиф                          | чамра                                    |
| 162 | небо                  | sky               | зав                              | цав                              | хӀъал             | дзав                          | хав                                      |
| 163 | ветер                 | wind              | тереб, кулак                     | гар, къай                        | кула́к             | микӀ                          | йелкан                                   |
| 164 | снег                  | snow              | ибх                              | жив                              | йиз               | йиф                           | йиз                                      |
| 165 | лёд                   | ice               | меркв                            | мурк                             | мыкӀ              | мигги, миркк                  | мик                                      |
| 166 | дым                   | smoke             | кум                              | гум                              | хӀум              | кум, гълукӀ                   | кума                                     |
| 167 | огонь                 | fire              | цӀа, цӀай                        | цӀа, цӀай                        | цӀей              | цӀа                           | цӀа                                      |
| 168 | зола, пепел           | ashes             | руькъ                            | руьхъ                            | рыкӀ              | кӀирхъ, рюкъ                  | йилкъ                                    |
| 169 | жечь                  | burn              | угас аквас, угас                 | ккун                             | у́ӀтхӀуур, ли́кӀуур | ургуб                         | гʼоххьанаъас, гетхан                     |
| 170 | дорога, путь          | road              | ракъ                             | рехъ                             | ракъ              | рих, рякъ                     | йякъ                                     |
| 171 | гора                  | mountain          | сув, су                          | сув                              | сыв, бан          | сив, сирт, унцӀ               | сива                                     |
| 172 | красный               | red               | ире                              | яру                              | и́рды              | ирув                          | чІаІран                                  |
| 173 | зелёный               | green             | гъазе                            | къацу]                           | ш́илды             | чрув                          | чыван, кІатыпен                          |
| 174 | жёлтый                | yellow            | хъуьхъе                          | хъипи                            | дара́къды          | къархув                       | къыІбын                                  |
| 175 | белый                 | white             | жагвар                           | лацу                             | джа́гарды          | лидзув                        | джагваран                                |
| 176 | чёрный                | black             | кӀаре                            | чӀулав                           | лы́хды             | кӀарув                        | кӀарин                                   |
| 177 | ночь                  | night             | гӀуьш                            | йиф                              | уӀш               | йишв, мичӀи                   | халм                                     |
| 178 | день                  | day               | йагъ                             | югъ                              | йыгь              | йигъ                          | йигъ                                     |
| 179 | год                   | year              | ис                               | йис                              | сян               | йис, фасл                     | йеш, сен                                 |
| 180 | тёплый                | warm              | ибгІаф                           | чими                             | си́гьыд            | манув                         | гулман                                   |
| 181 | холодный              | cold              | мекӀ                             | къайи, мекьи                     | мы́къды            | мичӀлув                       | микӀан                                   |
| 182 | полный                | full              | ацІуф                            | ацӀай                            | а́цӀыд             | ацӀнайюв                      | гяцІийн                                  |
| 183 | новый                 | new               | цӀае, цIиган                     | цӀийи                            | цӀи́нды            | цӀеюв                         | тезе, цедып                              |
| 184 | старый                | old               | ъІуссеф                          | кьуьзуь, цIуру, сур, усур        | йи́сды             | ерсюв, кьавув                 | йисен                                    |
| 185 | хороший; добрый       | good              | иджеф                            | хъсан                            | ы́Ӏхды             | иджув, ужжув                  | йуджун                                   |
| 186 | злой, плохой          | bad               | чІирхІаф                         | хъел квай, пис                   | п́исды             | харжжув                       | писда, писип                             |
| 187 | гнилой                | rotten            | утІуф                            | ктӀай                            | сичи́д             | гъутӀув                       | хъыІчына                                 |
| 188 | грязный               | dirty             | тІакьванф                        | кьацӀай                          | чяппя́лды          | чиркув, алацӀнайюв, кацӀнайюв | чапапин                                  |
| 189 | прямой                | straight          | дихьаф                           | дуьзди, цΙал                     | дю́зды             | сагънув                       | дюзуда                                   |
| 190 | круглый               | round             | гиргенф                          | элкъвей, кварква                 | ругӀу́д            | цӀицӀмигув, гургумув          | гыргыран                                 |
| 191 | острый                | sharp             | хІутте                           | хци                              | ра́чды             | учӀрув, дярхнайюв             | экІын                                    |
| 192 | тупой                 | dull              | дартІаф                          | къуьруь                          | ба́рды             | дуркьрув                      | барада                                   |
| 193 | гладкий, ровный       | smooth            | шергвеф                          | цӀалцӀам                         | на́зды             | аьлжжяхюв                     | гьамаварын                               |
| 194 | мокрый                | wet               | ъІашуф                           | кьежей, ламу, куьцIей            | лам ад            | кьяшшув                       | дуран                                    |
| 195 | сухой                 | dry               | рукъуф                           | штIум; хъукъвай, кьурай (азерб.) | гӀуру́д            | гъерццув                      | къурун                                   |
| 196 | правильный            | correct           | дузф                             | дуьз                             | дю́зды             | дишшув                        | дюзна                                    |
| 197 | близкий               | near              | багулив                          | мукьув                           | бе́йды             | багахьайюв                    | кІане                                    |
| 198 | далёкий, дальний      | far               | варха                            | яргъа                            | хыры́ды            | ярхлахьайюв                   | акьаІна                                  |
| 199 | правый                | right             | хІурджал                         | эрчӀи                            | аӀа́рчяд           | харччул                       | гьаттахъан                               |
| 200 | левый                 | left              | чеппил                           | чапла                            | гады́хӀды          | гагул                         | солун                                    |
| 201 | при, у, возле         | at                | ф-                               | къвалав, патав, мукьув           | бе́йда             | багахь, -хь                   |                                          |
| 202 | в                     | in                | -ар                              | -а, -е, -уна/ -уни, -да          | а́ра               | -ъ, -гу                       |                                          |
| 203 | с, со                 | with              | -хъай                            | галаз, гваз                      | -хад              | -хьри, -хь                    |                                          |
| 204 | и                     | and               | ва, -ка, -ра                     | ва, -ни                          | н                 | ва, -ра                       | йе                                       |
| 205 | если                  | if                | эгер                             | эгер, ятӀа, айгьана              | э́гяр              | ккунш, -ш, -дарш              | эгер                                     |
| 206 | потому что            | because           | фас пучин                        | вучиз лагьайтӀа                  | йи́схӀуйны         | швуман                        | чунки                                    |
| 207 | имя                   | name              | тур                              | тӀвар                            | дур               | ччвур, цӀур, дзур             | до                                       |

### Комментарии
1. ↑  Этническая группа крызов.
2. ↑  Этническая группа крызов.
3. ↑  Диалект крызского языка.

### Статьи
- Лезгинские языки : [арх. 6 декабря 2022] / Алексеев М. Е. // Лас-Тунас — Ломонос [Электронный ресурс]. — 2010. — (Большая российская энциклопедия : [в 35 т.] / гл. ред. Ю. С. Осипов ; 2004—2017, т. 17). — ISBN 978-5-85270-350-7.
- Касьян А. С. К формальной генеалогической классификации лезгинских языков (Северный Кавказ) // Вопросы языкового родства. — 2014. — № 11. — С. 63—80.
- Kassian A. Towards a Formal Genealogical Classification of the Lezgian Languages (North Caucasus): Testing Various Phylogenetic Methods on Lexical Data // PLoS ONE 10(2): e0116950. doi:10.1371/journal.pone.0116950

### Монографии
- Алексеев М. Е. Вопросы сравнительно-исторической грамматики лезгинских языков. Морфология. Синтаксис. — М.: Наука, 1985.
- Загиров В. М.. Историческая лексикология языков лезгинской группы. — Махачкала: Дагучпедгиз, 1987. — 141 с.
- Мейланова У. А. Очерки лезгинской диалектологии. — М.: Наука, 1964.
- Талибов Б. Б. Сравнительная фонетика лезгинских языков. — М.: Наука, 1980.